# Tadhg Murphy
Tadhg Murphy, född 30 maj 1979 i Dublin, är en irländsk skådespelare.
Murphy har bland annat medverkat i TV-serierna Conversations With Friends och Time Bandits. Han har även medverkat i filmen The Northman.

## Filmografi (i urval)
- 2022 – Conversations With Friends (TV-serie)
- 2022 – The Northman
- 2023 – Time Bandits (TV-serie)